# Chábory (Podbřezí)
Chábory (německy Habern) je malá vesnice, část obce Podbřezí v okrese Rychnov nad Kněžnou. Nachází se asi 1,5 km na severozápad od Podbřezí. Prochází zde silnice I/14. V roce 2009 zde bylo evidováno 26 adres. V roce 2001 zde trvale žilo 32 obyvatel.
Chábory leží v katastrálním území Podbřezí o výměře 4,99 km2.

## Další fotografie

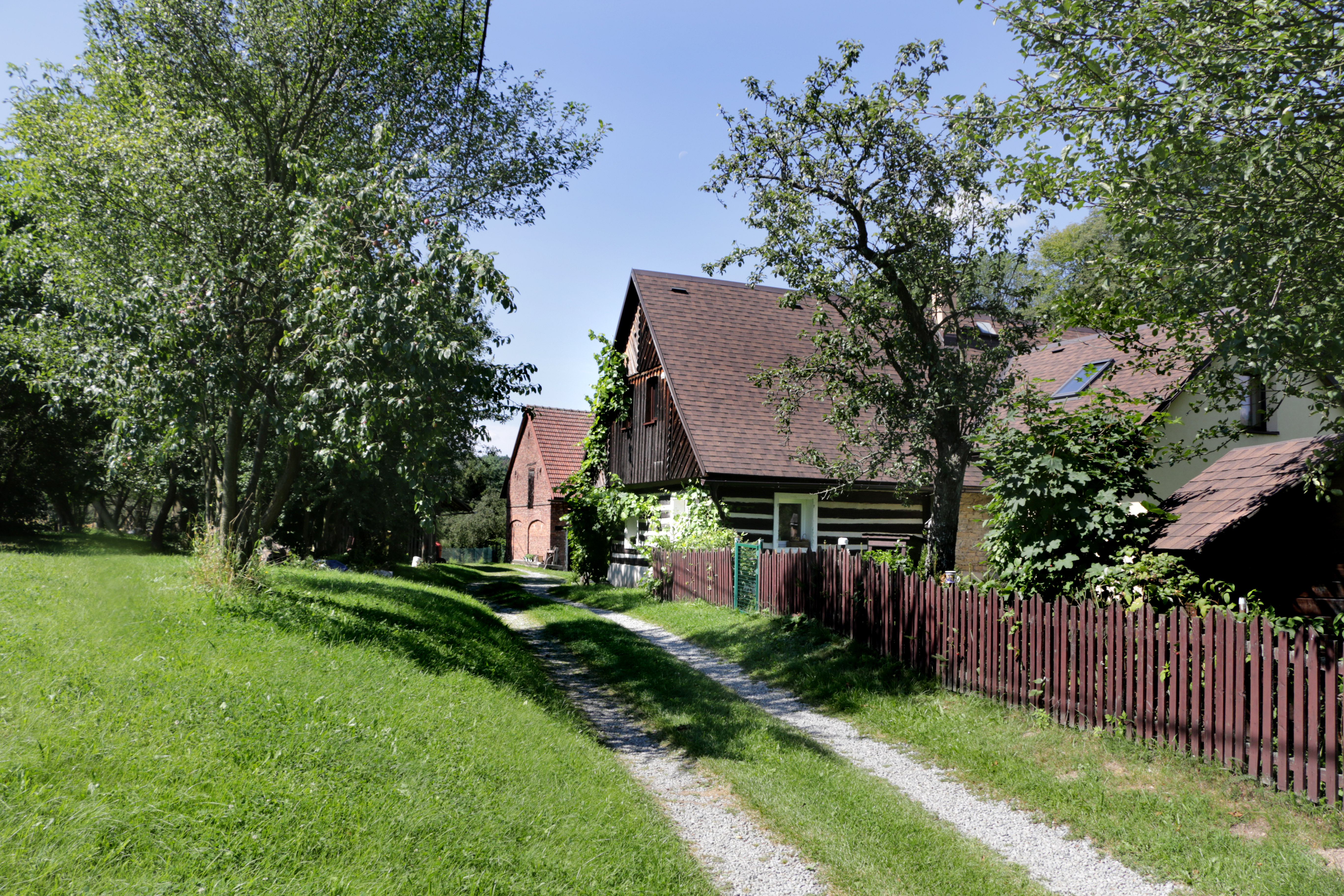
Postranní ulice
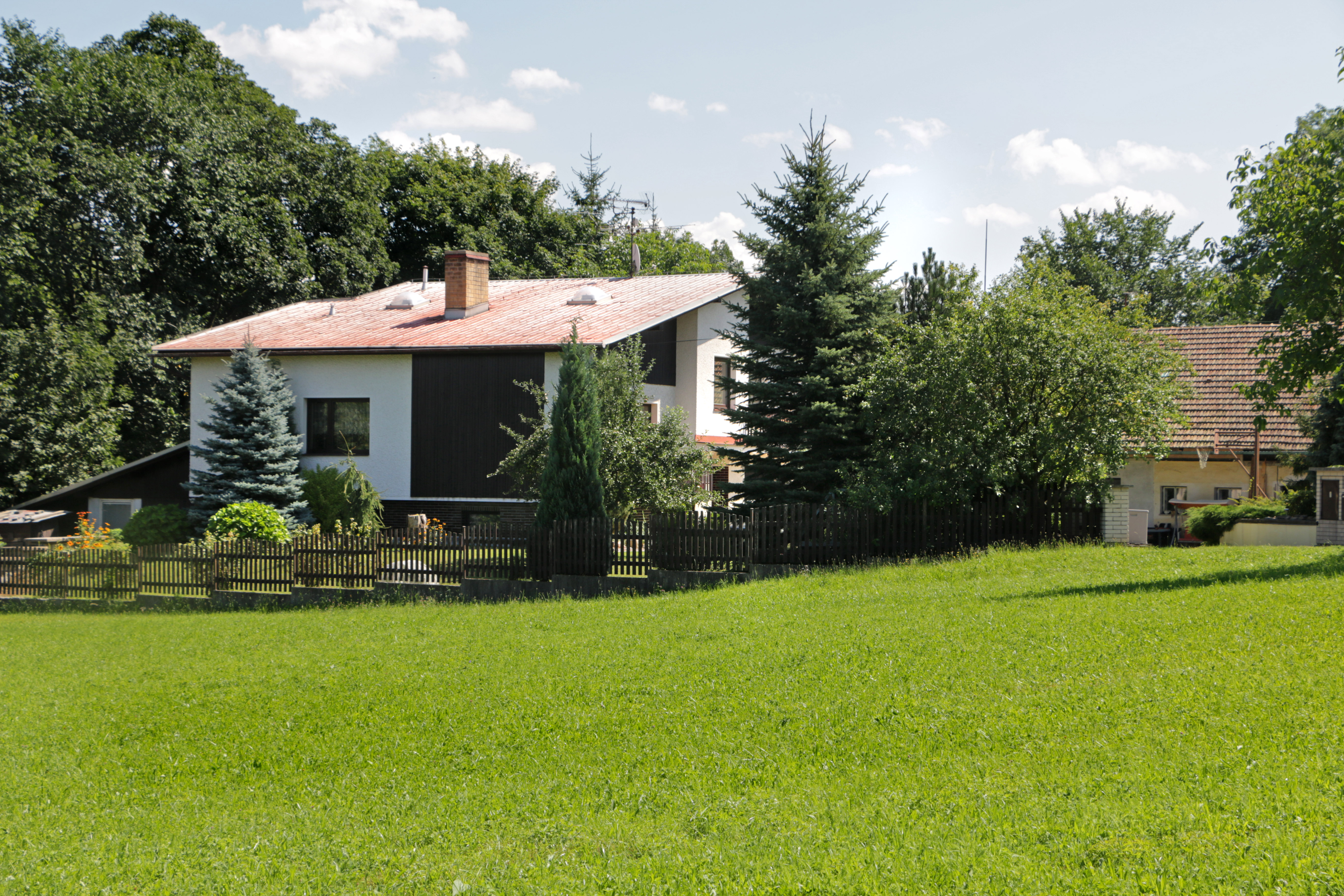
Dům čp. 23